# Torneo di pallacanestro maschile NCAA Division I 1947
Il Torneo di pallacanestro maschile NCAA Division I 1947 si disputò dal 19 marzo al 25 marzo 1947. Si trattò della nona edizione del torneo.
Vinsero il titolo i Crusaders del College of the Holy Cross. George Kaftan venne eletto Most Outstanding Player.

## Risultati
|  | Quarti di finale | Quarti di finale   | Quarti di finale |                  |                    | Semifinali | Semifinali | Semifinali |  |  | Finale nazionale | Finale nazionale   | Finale nazionale |
|  |                  |                    |                  |                  |                    |            |            |            |  |  |                  |                    |                  |
|  |                  | H. Cross Crusaders | 55               |                  |                    |            |            |            |  |  |                  |                    |                  |
|  |                  | Navy Midshipmen    | 47               |                  |                    |            |            |            |  |  |                  |                    |                  |
|  |                  | Navy Midshipmen    | 47               |                  | H. Cross Crusaders | 60         |            |            |  |  |                  |                    |                  |
|  |                  |                    |                  |                  | H. Cross Crusaders | 60         |            |            |  |  |                  |                    |                  |
|  |                  |                    | CCNY Beavers     | 45               |                    |            |            |            |  |  |                  |                    |                  |
|  |                  | Wisconsin Badgers  | CCNY Beavers     | 45               | 56                 |            |            |            |  |  |                  |                    |                  |
|  |                  | Wisconsin Badgers  |                  |                  | 56                 |            |            |            |  |  |                  |                    |                  |
|  |                  | CCNY Beavers       | 70               |                  |                    |            |            |            |  |  |                  |                    |                  |
|  |                  |                    |                  |                  |                    |            |            |            |  |  |                  | H. Cross Crusaders | 58               |
|  |                  |                    |                  | Oklahoma Sooners | 47                 |            |            |            |  |  |                  |                    |                  |
|  |                  | Oklahoma Sooners   | 56               |                  |                    |            |            |            |  |  |                  |                    |                  |
|  |                  | Oregon St. Beavers | 54               |                  |                    |            |            |            |  |  |                  |                    |                  |
|  |                  | Oregon St. Beavers | 54               |                  | Oklahoma Sooners   | 55         |            |            |  |  |                  |                    |                  |
|  |                  |                    |                  |                  | Oklahoma Sooners   | 55         |            |            |  |  |                  |                    |                  |
|  |                  |                    | Texas Longhorns  | 54               |                    |            |            |            |  |  |                  |                    |                  |
|  |                  | Wyoming Cowboys    | Texas Longhorns  | 54               | 40                 |            |            |            |  |  |                  |                    |                  |
|  |                  | Wyoming Cowboys    |                  |                  | 40                 |            |            |            |  |  |                  |                    |                  |
|  |                  | Texas Longhorns    | 42               |                  |                    |            |            |            |  |  |                  |                    |                  |

### Finale nazionale
| Arbitri: | Hagan Anderson Pat Kennedy |

|               |            |             |
| Kaftan 18     | Punti      | 22 Tucker   |
| Doggie Julian | Allenatori | Bruce Drake |

| Campione NCAA 1947             |
| ------------------------------ |
| Holy Cross Crusaders 1º titolo |

## Formazione vincitrice
|    | Naz.                   | Ruolo | Sportivo          |  |  |  |  |
| -- | ---------------------- | ----- | ----------------- |  |  |  |  |
| 12 | Stati Uniti (bandiera) |       | George Kaftan     |  |  |  |  |
| 15 | Stati Uniti (bandiera) |       | Jim Riley         |  |  |  |  |
| 16 | Stati Uniti (bandiera) |       | Charlie Bollinger |  |  |  |  |
| 21 | Stati Uniti (bandiera) |       | Bob Curran        |  |  |  |  |
| 22 | Stati Uniti (bandiera) |       | Bob McMullan      |  |  |  |  |
| 23 | Stati Uniti (bandiera) |       | Charlie Graver    |  |  |  |  |
|    | Stati Uniti (bandiera) |       | Bob Cousy         |  |  |  |  |
|    | Stati Uniti (bandiera) |       | Ken Haggerty      |  |  |  |  |
|    | Stati Uniti (bandiera) |       | Andy Laska        |  |  |  |  |
|    | Stati Uniti (bandiera) |       | Joe Mullaney      |  |  |  |  |
|    | Stati Uniti (bandiera) |       | Dermie O'Connell  |  |  |  |  |
|    | Stati Uniti (bandiera) |       | Frank Oftring     |  |  |  |  |

- Allenatore:  Doggie Julian
- Vice-allenatore: Albert Riopel